# Bahía de Green Bay
La bahía de Green Bay (en inglés: Green Bay o Bay of Green Bay) es una bahía lacustre de los Estados Unidos, un brazo o entrante del lago Míchigan, que se encuentra a lo largo de la costa sur de la península Superior de Míchigan y la costa este de Wisconsin.  Está separada del resto del lago por la península de Door, Wisconsin, la península Garden, en Michigan, y la cadena de islas entre ellas, todas formadas por el escarpe de Niagara. La bahía de Green Bay tiene unos 193 km de longitud, con una anchura que varia entre aproximadamente 16 y 32 km, y una superficie de 4210 km².
En el extremo sur de la bahía se encuentra la ciudad de Green Bay, Wisconsin, donde desagua el río Fox en la bahía. El puente Memorial Leo Frigo (anteriormente conocido como el puente Tower Drive) se extiende en la punta en que la bahía termina y comienza el río Fox.  A nivel local, la bahía es a menudo llamada la bahía de Green Bay (Bay of Green Bay) para distinguir la bahía de la ciudad.  La bahía es navegable para buques de gran tamaño.
La bahía tiene riberas en cinco condados de Wisconsin —Brown, Door, Kewaunee, Marinette, Oconto— y dos de Michigan —Delta y Menominee.

## Historia

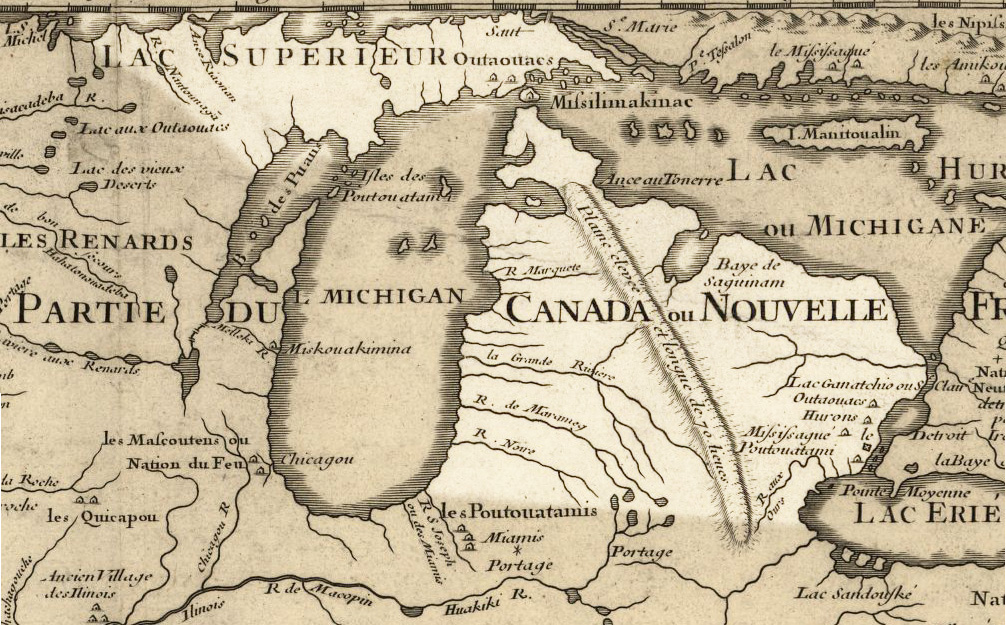
Mapa de Guillaume Delisle de la región de Míchigan con la Baie des Puants en la época de la Nueva Francia (1718).

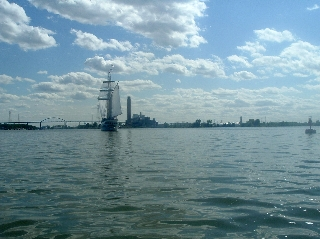
Vista de la bahía de Green Bay hacia el sur y el estuario del río Fox en Green Bay.

Durante el período de Nueva Francia, entre 1634 y 1760, la bahía fue nombrada «baie des Puants» (literalmente, "bahía de los Apestosos"), como atestiguan muchos mapas franceses de los siglos XVII y XVIII.
Según George R. Stewart, los franceses recibieron el nombre de sus guías amerindios, quienes llamaron «Puants» a las tribus amerindias que vivían cerca de la bahía. Por derivación, también fue el nombre dado a la misma bahía, «baie des Puants», pero también ha servido para identificar el conjunto de toda la región durante el período de la Nueva Francia (Stewart 1967:88).
El nombre de la península de Door y Condado proviene del nombre de una ruta entre Green Bay y el lago Míchigan. Los seres humanos, si los americanos nativos, exploradores o americanos capitanes de naves, han sido bien conscientes de los peligros del "Passage du port du mort" (en francés) or "Death's door Passage" (en inglés).